# Hypolaïs ictérine
Hippolais icterina
Espèce
Statut de conservation UICN

 LC  : Préoccupation mineure
L'Hypolaïs ictérine (Hippolais icterina) est une espèce de passereaux de la famille des Acrocephalidae. 

## Caractéristiques
- Longueur : 13,5 cm
- Envergure : 20 - 24 cm
- Poids : 10 - 14 g

## Répartition
Nicheuse et migratrice rare, l'Hypolaïs Ictérine est localisée en France dans le nord et dans l'est (Alsace). Cet oiseau vit dans toute l'Europe continentale[réf. non conforme].

Vert : espace de nidification ; Bleu clair : espace de migration ; Bleu foncé : espace d'hivernage

## Alimentation
Cette espèce consomme des insectes prélevés dans le feuillage et des baies arrachées avec le bec.

## Habitat
Elle habite les milieux dominés par les buissons, les campagnes arborées ainsi que les parcs (parfois les jardins) riches en haies et buissons.

## Reproduction

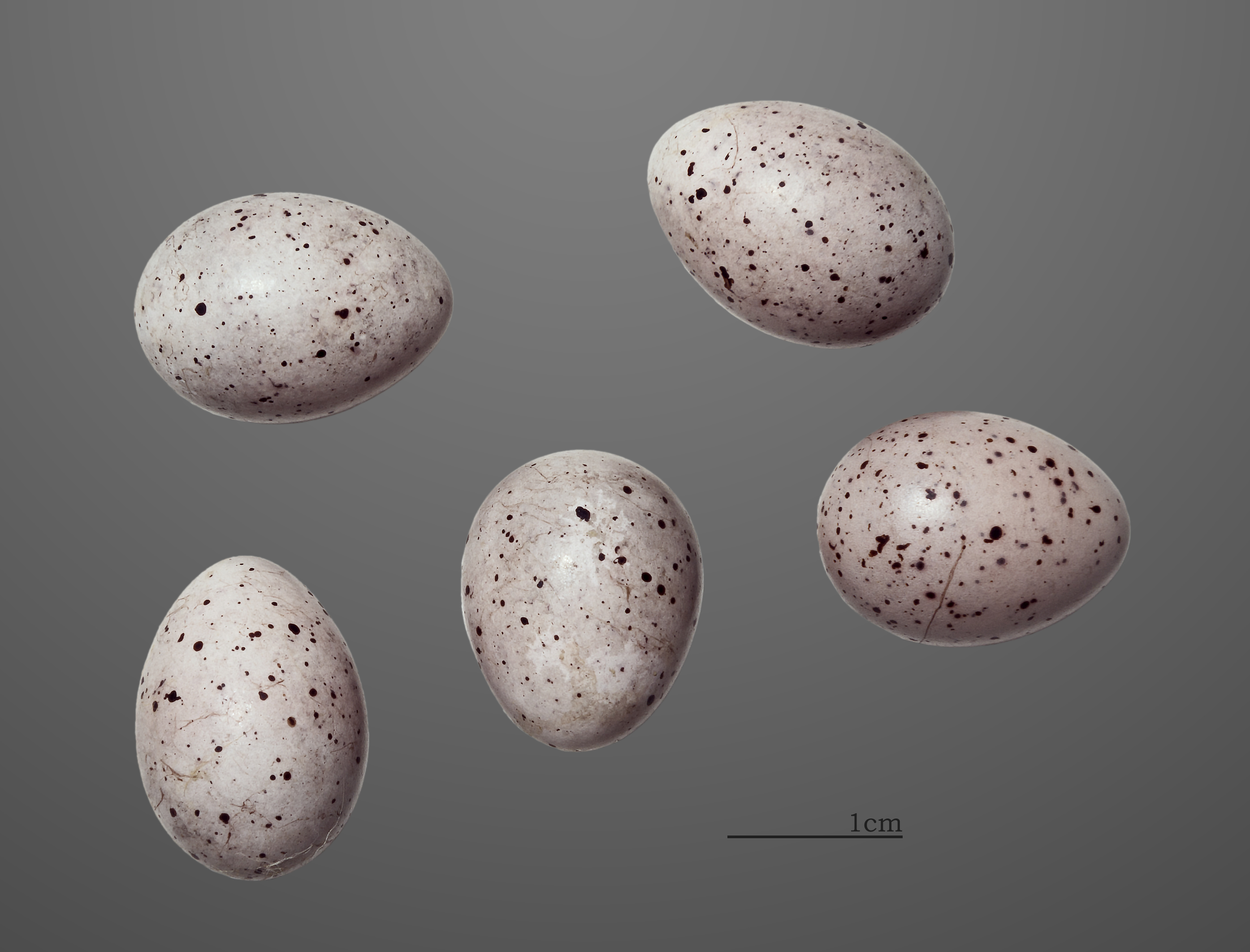
Œufs d’Hypolaïs ictérine Muséum de Toulouse

Coupe profonde suspendue à une branche d'arbre fourchue. 4 à 5 œufs en une ponte de mai à août.

## Systématique
L'espèce Hippolais icterina a été décrite par l'ornithologue français Louis Jean Pierre Vieillot en 1817, sous le nom initial de Sylvia icterina 

### Synonymie
- Sylvia icterina Vieillot, 1817 Protonyme

### Nom vernaculaires
Étymologie
Son nom vient du grec ancien ikteros, c'est-à-dire jaune ou jaunisse (ictère) : Pline l'Ancien pensait que  voir cet oiseau guérissait de la jaunisse.
Autres noms
C'est un sylvidé, appelé aussi jadis  Sylvia ictérina, Salicaria, Motacilla, Curruca et Grand Contrefaisant, à tort par Buffon,  fauvette des roseaux, classé autrefois dans les Motacillacea. Appelé aussi de nos jours Babillard, Hypolais des jardins, Contrefaisant à ailes longues, Contrefaisant à longues ailes, Rossignol bâtard, Bec-fin à poitrine jaune, Moqueur.

### Taxinomie
Liste des sous-espèces
- Hippolais icterina alaris
- Hippolais icterina icterina
- Hippolais icterina magnioculi